# Golf tại Đại hội Thể thao châu Á 2022
Golf tại Đại hội Thể thao châu Á 2022 được tổ chức tại Sân Golf Quốc Tế Hồ Tây, Hàng Châu, Trung Quốc, diễn ra từ ngày 28 tháng 9 đến 1 tháng 10 năm 2023 và bao gồm 4 nội dung: nội dung đơn nam, đồng đội nam, đơn nữ và đồng đội nữ.

## Lịch thi đấu
| V1 | Vòng 1 | V2 | Vòng 2 | V3 | Vòng 3 | FR | Final round |

| ND↓/Ngày →   | 28/9 Thứ 5 | 29/9 Thứ 6 | 30/9 Thứ 7 | 1/10 CN |
| ------------ | ---------- | ---------- | ---------- | ------- |
| Đơn nam      | V1         | V2         | V3         | FR      |
| Đơn nữ       | V1         | V2         | V3         | FR      |
| Đồng đội nam | V1         | V2         | V3         | FR      |
| Đồng đội nữ  | V1         | V2         | V3         | FR      |

## Quốc gia tham dự
Tổng cộng có 121 vận động viên đến từ 25 quốc gia tranh tài bộ môn golf tại Đại hội Thể thao châu Á 2022:

- Bangladesh (2)
- Bhutan (1)
- Trung Quốc (6)
- Đài Bắc Trung Hoa (7)
- Hồng Kông (7)
- Ấn Độ (7)
- Jordan (1)
- Nhật Bản (7)
- Kazakhstan (7)
- Ả Rập Xê Út (4)
- Kuwait (1)
- Lào (4)
- Ma Cao (4)
- Mông Cổ (6)
- Nepal (6)
- Pakistan (5)
- Philippines (6)
- Palestine (1)
- Qatar (5)
- Singapore (7)
- Sri Lanka (4)
- Hàn Quốc (7)
- Thái Lan (7)
- UAE (2)
- Việt Nam (6)

## Tóm tắt huy chương

### Bảng tổng sắp huy chương
| Hạng               | Đoàn               | Vàng | Bạc | Đồng | Tổng số |
| ------------------ | ------------------ | ---- | --- | ---- | ------- |
| 1                  | Thái Lan           | 2    | 1   | 0    | 3       |
| 2                  | Hàn Quốc           | 1    | 2   | 1    | 4       |
| 3                  | Hồng Kông          | 1    | 0   | 1    | 2       |
| 4                  | Ấn Độ              | 0    | 1   | 0    | 1       |
| 5                  | Đài Bắc Trung Hoa  | 0    | 0   | 1    | 1       |
| 5                  | Trung Quốc         | 0    | 0   | 1    | 1       |
| Tổng số (6 đơn vị) | Tổng số (6 đơn vị) | 4    | 4   | 4    | 12      |

### Danh sách huy chương
| Nội dung     | Vàng                                                                   | Bạc                                                                                         | Đồng                                                                            |
| ------------ | ---------------------------------------------------------------------- | ------------------------------------------------------------------------------------------- | ------------------------------------------------------------------------------- |
| Đơn nam      | Kho Taichi · Hồng Kông                                                 | Im Sung-jae · Hàn Quốc                                                                      | Hung Chien-yao · Đài Bắc Trung Hoa                                              |
| Đồng đội nam | Hàn Quốc · Kim Si-woo · Jang Yu-bin · Im Sung-jae · Cho Woo-young      | Thái Lan · Phachara Khongwatmai · Atiruj Winaicharoenchai · Danthai Boonma · Poom Saksansin | Hồng Kông · Hak Shun-yat · Matthew Cheung Hung-hai · Kho Taichi · Ng Shing Fung |
| Đơn nữ       | Arpichaya Yubol · Thái Lan                                             | Aditi Ashok · Ấn Độ                                                                         | Yoo Hyun-jo · Hàn Quốc                                                          |
| Đồng đội nữ  | Thái Lan · Eila Galitsky · Patcharajutar Kongkraphan · Arpichaya Yubol | Hàn Quốc · Yoo Hyun-jo · Lim Ji-yoo · Kim Min-sol                                           | Trung Quốc · Yin Ruoning · Liu Yu · Lin Xiyu                                    |